# Яннос Іоанну
Яннос Іоанну (грец. Γιάννος Ιωάννου, нар. 25 січня 1966, Нікосія) — кіпрський футболіст, що грав на позиції нападника.
Виступав, зокрема, за клуб АПОЕЛ, а також національну збірну Кіпру.
Чотириразовий чемпіон Кіпру. П'ятиразовий володар Кубка Кіпру.

## Клубна кар'єра
У дорослому футболі дебютував 1984 року виступами за команду АПОЕЛ, кольори якої і захищав протягом усієї своєї кар'єри гравця, що тривала цілих сімнадцять років. У складі АПОЕЛа був одним з головних бомбардирів команди, маючи середню результативність на рівні 0,54 гола за гру першості. За цей час чотири рази виборював титул чемпіона Кіпру, ставав володарем Кубка Кіпру (п'ять разів).

## Виступи за збірну
У 1986 році дебютував в офіційних матчах у складі національної збірної Кіпру.
Загалом протягом кар'єри в національній команді, яка тривала 14 років, провів у її формі 43 матчі, забивши 6 голів.

## Титули і досягнення
- Чемпіон Кіпру (4):

АПОЕЛ: 1985-1986, 1989-1990, 1991-1992, 1995-1996
- Володар Кубка Кіпру (5):

АПОЕЛ: 1992-1993, 1994-1995, 1995-1996, 1996-1997, 1998-1999